# キム・ボラ (俳優)
キム・ボラ（ハングル表記：김보라、1995年9月28日 - ）は、韓国の女優。2005年にテレビドラマ『ウェディング』でデビューした。2018年から2019年にかけて放送された韓国の連続テレビドラマ『SKYキャッスル』のキム・ヘナ役で注目された。
MCMCに所属している。身長161センチメートル。

## 主な出演作品

### 映画
- 容疑者X 天才数学者のアリバイ （2012年）ユナ役
- その怪物 （2014年）ウンジョン役
- ワーニング その映画を観るな （2019年）
- 真夜中の管理人 （2021年）
- モラルセンス ～君はご主人様～ （2022年）
- オクス駅お化け （2023年）

### テレビドラマ
- S.O.S 私を助けて （2014年）チョン・ユイ役
- 華麗なる誘惑 （2015年）

甘くない女たち～付岩洞＜プアムドン＞の復讐者～（2017年、tvN）
- SKYキャッスル ～上流階級の妻たち～ （2018～2019年）キム・ヘナ役
- 彼女の私生活 （2019年）
- SF8 ～夢見た未来～ （2020年）
- タッチ ～恋のメイクアップレッスン！～ （2020年）
- ラブシーン・ナンバー♯ （2021年）
- 白雪姫には死を ～BLACK OUT（2024年、MBC）ハ・ソル役